# Goré
Goré – miasto w południowym Czadzie, w Regionie Logon Wschodnim. Według danych na rok 2009 liczyło 21 650 mieszkańców.